# Pseudolimnophila (Pseudolimnophila) flavithorax
Pseudolimnophila (Pseudolimnophila) flavithorax is een tweevleugelige uit de familie steltmuggen (Limoniidae). De soort komt voor in het Afrotropisch gebied.